# Schouten jezici
Schouten jezici, ogranak sjevernonovogvinejskih jezika s Papue Nove Gvineje. Obuhvaća (16) jezika podijeljenih na dvije glavne podskupine: 
a) Kairiru-Manam (9):
a1. Kairiru (3): kaiep, kairiru, terebu;
a2. Manam (6): biem, kis, manam, medebur, sepa, wogeo;
b) Siau (7): arop-sissano, malol, sera, sissano, tumleo, ulau-suain, yakamul

## Vanjske poveznice
- Ethnologue (14th)
- Ethnologue (15th)